# Lasius neglectus
Lasius neglectus és una espècie de formiga de la subfamília dels formicins (Formicinae). És present a Europa, incloent-hi els Països Catalans; és una espècie invasora segurament originària d'Anatòlia, per bé que el seu origen no és clar.

## Espècie invasora
La formiga es va identificar com a espècie nova el 1990 després d'establir-se a Budapest a Hongria als anys 1970s, per bé que inicialment va ser confosa amb Lasius niger. Només en observar la seva expansió ràpida, la seva conducta i la seva capacitat de desbancar les altres espècies, a poc a poc es va fer palès que era una espècie diferent d'etologia i de morfologia.

Des de la seva descripció el 1990, se n'ha descrit la presència a diferents països del centre d'Europa i a la regió mediterrània. Són molt similars en aparença a la formiga negra (Lasius niger) però tenen patrons de conducta significativament diferents, especialment en l'estructura social dins de les colònies, i la poligínia, molt rara per a la majoria de les espècies del gènere. El seu èxit rau en la seva conducta cooperativa: «en lloc de competir entre elles per a territori i recursos, com sol ser habitual entre les diferents poblacions de formigues, els nius s'agrupen sense agressions fins que arriben a formar potents supercolònies en què hi pot haver milers de reines.» Extermina la major part de les poblacions de formigues natives i d'altres insectes, erosiona els arbres, i pot provocar problemes socials i econòmics en envair l'interior dels habitatges.

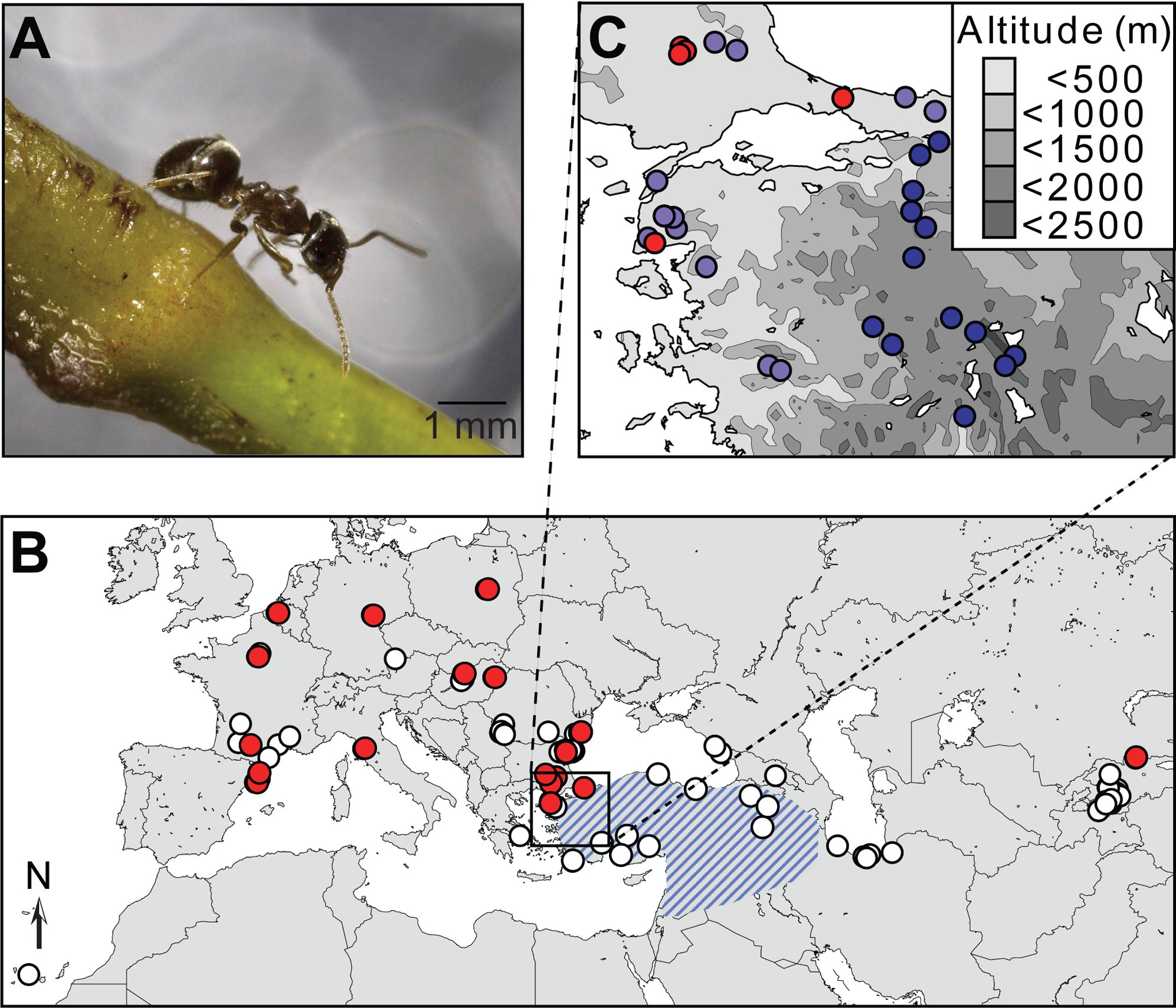
Distribució al 2008 segons Cremer et alii

Per ara, a Europa, l'espècie s'ha estès en una ampla franja que entre l'oest des d'Anglaterra fins a Kirguizstan a l'est i al sud des de Catalunya, el marge europeu del mediterrani fins a Dinamarca i Polònia al nord. L'abril de 2015 s'havien identificat 174 colònies. La seva dispersió dicontinua és un senyal de la col·laboració humana a la seva invasió, probablement perquè es confon fàcilment amb el seu congènere, la formiga negra comuna. La seva eficàcia col·laborativa amb colònies veïnes dificulta la seva erradicació una vegada que està ben establerta. Una observació meticulosa i una intervenció ràpida semblen les úniques maneres per limitar la plaga.
Un lloc infestat per Lasius neglectus pot contenir entre deu i cent vegades més formigues que les varietats europees natives i, com a tal, és considerada una plaga en diversos països europeus.

## Ecologia
Lasius neglectus forma super-colònies amb moltes reines (poligínia), un sistema de nius interconnectats que poden arribar fins als 35.500 individus. Les reines no poden volar. En comptes de passar a un niu nou per començar una colònia nova, s'aparellen dins de la mateixa colònia sense realitzar el vol nupcial propi de la majoria de formigues. Tot i que els ocupants d'aquestes colònies es relacionen, no demostren agressions territorials.
Lasius neglectus és depredada per uns quants animals, específicament Clytra laeviuscula (coleòpter de la família dels crisomèlids) i alguns ocells de la família dels pícids.